# Campeonato Fluminense 1921
In 1921 werd het zevende Campeonato Fluminense gespeeld voor voetbalclubs uit de Braziliaanse staat Rio de Janeiro. Barreto werd kampioen.

## Eindstand
| Plaats | Club          | Wed. | W  | G | V  | Saldo | Ptn. |
| ------ | ------------- | ---- | -- | - | -- | ----- | ---- |
| 1.     | Barreto       | 20   | 15 | 1 | 4  | 44:20 | 31   |
| 2.     | Odeon         | 20   | 13 | 3 | 4  | 37:21 | 29   |
| 3.     | Byron         | 20   | 12 | 3 | 5  | 52:26 | 27   |
| 4.     | Fluminense    | 20   | 11 | 2 | 7  | 40:26 | 24   |
| 5.     | Guarany       | 20   | 7  | 6 | 7  | 31:35 | 20   |
| 6.     | Ararigboya    | 20   | 7  | 5 | 8  | 27:30 | 19   |
| 7.     | America       | 20   | 6  | 5 | 9  | 27:39 | 17   |
| 8.     | Canto do Rio  | 20   | 7  | 1 | 12 | 28:43 | 15   |
| 9.     | Neves         | 20   | 4  | 5 | 11 | 19:39 | 13   |
| 10.    | Ypiranga      | 20   | 5  | 3 | 12 | 23:34 | 13   |
| 11.    | Nictheroyense | 20   | 4  | 4 | 12 | 25:42 | 12   |

## Kampioen
| Campeonato Fluminense de 1921 |
| Vlag van Rio de Janeiro       |
| ----------------------------- |
| BARRETO Kampioen (1° titel)   |